# Planet Jarre
Planet Jarre ist ein Kompilationsalbum des französischen Musikers Jean-Michel Jarre, welches anlässlich seines 50-jährigen Musiker-Jubiläums unter dem Label von Sony Music am 14. September 2018 veröffentlicht wurde.

## Besonderheit
Planet Jarre wurde in verschiedenen Versionen als Planet Jarre 2 CD (12-seitiges Booklet), Planet Jarre Deluxe 2 CD (24-seitiges Booklet), Planet Jarre Box Set 2 CD + 2 MC + Download Code und Planet Jarre Vinyl 4 LP veröffentlicht. Grundsätzlich beinhaltet das Konzeptalbum 41 Musikstücke der vergangenen Jarre-Alben oder vorhergehender Kompilationen sowie einige unveröffentlichte und während der letzten Live-Auftritte gespielte Stücke. Einige Titel wurden gekürzt.
Die Musik wurde von Jarre in 4 Kategorien unterteilt: 'Soundscapes', 'Themes', 'Sequences', 'Explorations & Early Works'. Kategorien 1 und 2 befinden sich auf CD1, 3 und 4 auf CD2. Im Box-Set befinden sich zudem 2 Musikkassetten und ein Zugangscode, mit dem die Musik digital und 12 Stücke als 5.1 Surroundversion aus dem Internet heruntergeladen werden können.

## Titelliste
| –       | CD1 / LP 1                  |      | CD1 / LP2                    |      | CD2 / LP3                          |      | CD2 / LP4                                                  |      |
| Titel # | Soundscapes                 |      | Themes                       |      | Sequences                          |      | Explorations & Early Works                                 |      |
| ------- | --------------------------- | ---- | ---------------------------- | ---- | ---------------------------------- | ---- | ---------------------------------------------------------- | ---- |
| 1       | Oxygene 1                   | 7:39 | Industrial Revolution Part 2 | 2:22 | Coachella Opening                  | 3:58 | Ethnicolor                                                 | 3:30 |
| 2       | Oxygene 19                  | 5:01 | Oxygene 4                    | 3:46 | Arpeggiator                        | 6:15 | Souvenir of China                                          | 4:00 |
| 3       | Rendez-Vous 1               | 2:55 | Equinoxe 5                   | 3:45 | Automatic Part 1 with Vince Clarke | 2:58 | Blah Blah Cafe                                             | 3:22 |
| 4       | Millions of Stars           | 5:39 | Oxygene 2                    | 5:25 | Exit with Edward Snowden           | 5:45 | Music for Supermarkets (Demo Excerpt)                      | 2:04 |
| 5       | Chronology 1                | 3:23 | Zoolookologie                | 3:44 | Equinoxe 7                         | 3:55 | Roseland / Le pays de rose                                 | 2:21 |
| 6       | Oxygene 20                  | 5:30 | Bells                        | 2:09 | Oxygene 8                          | 5:24 | La Cage                                                    | 3:09 |
| 7       | Equinoxe 2                  | 5:01 | Equinoxe 4                   | 5:32 | Stardust with Armin van Buuren     | 4:37 | Erosmachine                                                | 2:59 |
| 8       | Waiting for Cousteau        | 3:00 | Magnetic Fields 2            | 3:58 | Herbalizer                         | 3:26 | Hypnose                                                    | 3:27 |
| 9       | The Heart of Noise (origin) | 2:36 | Rendez-Vous 2 (Laser Harp)   | 4:09 | Revolutions                        | 3:23 | The song of the Burnt Barns La chanson des Granges Brulées | 3:00 |
| 10      |                             |      | Rendez-Vous 4                | 4:09 |                                    |      | Happiness is a sad song                                    | 5:51 |
| 11      |                             |      | Chronologie 4                | 4:08 |                                    |      | Aor Blue                                                   | 3:09 |
| 12      |                             |      |                              |      |                                    |      | Last Rendez-Vous                                           | 4:08 |

## Wichtige Versionen
| Jahr | Ausgabeform | Medium                | Land   | Label      | Katalognummer | Bemerkung                   |
| ---- | ----------- | --------------------- | ------ | ---------- | ------------- | --------------------------- |
| 2018 | Original    | CD                    | Europa | Sony Music | 19075833822   | Digipak 12-Seitiges Booklet |
| 2018 | Original    | CD                    | Europa | Sony Music | 19075833792   | Digipak 24-Seitiges Booklet |
| 2018 | Original    | CD + MC Download Code | Europa | Sony Music | 19075870642   | Box-Set, Limitierte Auflage |
| 2018 | Original    | LP                    | Europa | Sony Music | 19075833831   |                             |